# レオン・バクスト
レオン・サモイロヴィッチ・バクスト（ロシア語: Лев (Лео́н) Само́йлович Бакст, ラテン文字転写: Leon Samoilovitch Bakst, 1866年2月8日 - 1924年12月28日）は、ロシア帝国の画家、挿絵画家、舞台美術家、衣裳デザイナー。誕生日には、5月10日説もある。
セルゲイ・ディアギレフが主宰したバレエ・リュスで、『火の鳥』、『牧神の午後』、『ダフニスとクロエ』ほかの舞台美術を担当した。

## 生涯
白ロシア（現ベラルーシ）、グロドノの中流ユダヤ家庭に生まれた。一家でペテルブルクに移り、ギムナジウム卒業後の1883年 - 1887年、ペテルブルク帝室美術院に学び、かたわら、マッチのラベル描き・図書の装釘などをした。
母の父の姓から、レフ・ローゼンベルク（Lev Rosenberg）とも称したが、1889年の最初の展覧会には、母方の祖母姓Baxterからバクストを名乗った。1890年、アレクサンドル・ブノアを知り、その紹介で『芸術世界』グループの同人となる。セルゲイ・ディアギレフもいた。
1891年から、ヨーロッパ・北アフリカ諸国に旅行し、1893年 - 1896年、パリのジュリアン画塾で、東方趣味のジャン＝レオン・ジェロームらに学び、また、フィンランドの風景画家、アルベルト・エデルフェルト（Albert Edelfeld）にも師事した。
1896年にペテルブルクへ帰り、肖像画家・装飾画家として迎えられたが、1898年に創刊された『芸術世界』誌の表紙絵・挿絵・肖像画で名を広めた。1904年の同誌の廃刊後は、『アポロン』『金羊毛』などの雑誌に描いた。
1900年代初めにはペテルブルクのエルミタージュ劇場（Hermitage Theatre）、アレクサンドリンスキー劇場（Alexandrinsky theatre）、マリインスキー劇場で、エウリピデスの『イッポリトゥス』、ソポクレスの『コロノスのオイディプス』、『アンティゴネ』などの舞台装置を担当した。
1906年、芸術世界の同人がパリのグラン・パレで催したロシア美術展では、バクストの飾り付けも好評だった。帰国後に開いた私塾の生徒には、バレエ・ダンサーのニジンスキーがいた。マルク・シャガールも1908年 - 1910年、在籍した。
ディアギレフらが1909年パリで旗揚げし、1911年から、バレエ・リュスと称したバレエ団で、バクストの舞台装置は、舞踊団の世界的な評判を支える重要な柱であった。
バレエ・リュス以外の装置も手がけ、ディアギレフと疎隔した時期もあった。バレエ・リュスを離れたバレリーナ、イダ・ルビンシュタインの、1911年の『聖セバスティアンの殉教』、1912年の『サロメ』、1913年の『ラ・ピサネッラ』などである。
1912年、ユダヤ人のゆえにペテルブルクを離れ、パリに定住した。
1913年夏、ロンドンで自作の展示会を開き、またこの頃から、パリでファッションにも関係した。
1924年、58歳でパリに近いリュエイユ＝マルメゾンで病死。病名は明らかでない。パリ17区のバチニョル墓地(Cimetière des Batignolles）に埋葬。
1904年に結婚した妻との間は、平坦でなかった。

## バレエ・リュスの舞台装置
舞台美術家としてのバクストの業績は、バレエ・リュスのバレエ作品に目立つ。
以下のうち、『クレオパトラ』はエジプト、『シェヘラザード』はアラビア、『青神』はインド、『牧神の午後』と『ダフニスとクロエ』はギリシャを描いている。
- 1909年5月19日--、パリ、シャトレ座、『饗宴』
- 1909年6月2日--、パリ、シャトレ座、『クレオパトラ』
- 1910年5月10日--、ベルリン、ヴェステン劇場、『謝肉祭』
- 1910年6月4日--、パリ、オペラ座、『シェエラザード』
- 1910年6月25日--、オペラ座、『火の鳥』
- 1911年4月19日--、モンテカルロ歌劇場、『薔薇の精』
- 1911年4月26日--、モンテカルロ歌劇場、『ナルシス』
- 1912年5月13日--、パリ、シャトレ座、アーン作曲『青神』
- 1912年5月20日--、パリ、シャトレ座、バラキレフ作曲『タマーラ』
- 1912年5月29日--、パリ、シャトレ座、『牧神の午後』
- 1912年6月8日--、パリ、シャトレ座、『ダフニスとクロエ』
- 1913年5月15日--、パリ、シャンゼリゼ劇場、『遊戯』
- 1914年4月16日--、モンテカルロ歌劇場、『蝶々』
- 1914年5月17日--、オペラ座、R.シュトラウス『ヨゼフ物語』
- 1917年4月12日--、ローマ、コンスタンツィ劇場、『上機嫌な婦人たち』
- 1921年11月2日--、ロンドン、アルハンブラ劇場、『眠れる森の美女』
- 1928年7月16日--、ロンドン、ヒズ・マジェスティ劇場、『物乞う神々』（1912年の『ダフニスとクロエ』の装置を再利用）

## 作品例

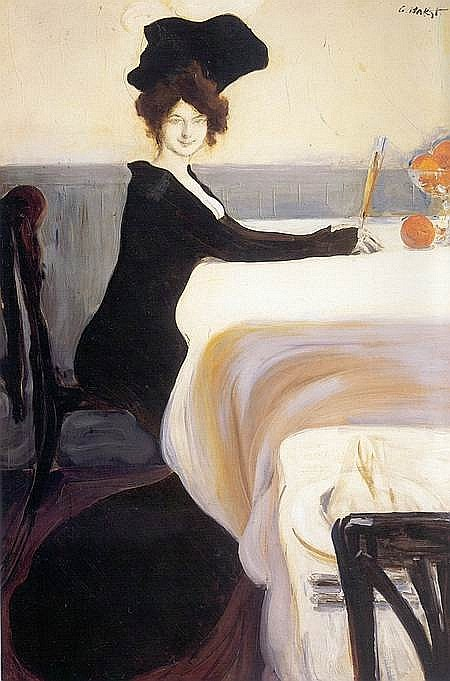
夕食 (1902)
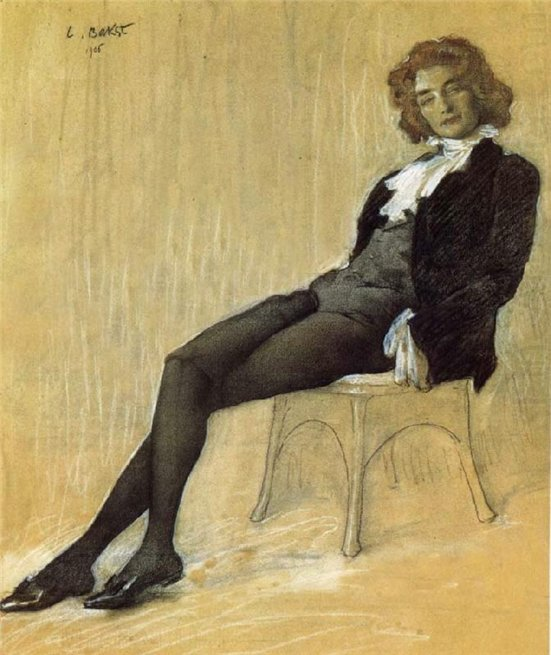
ジナイーダ・ギッピウス (1906)
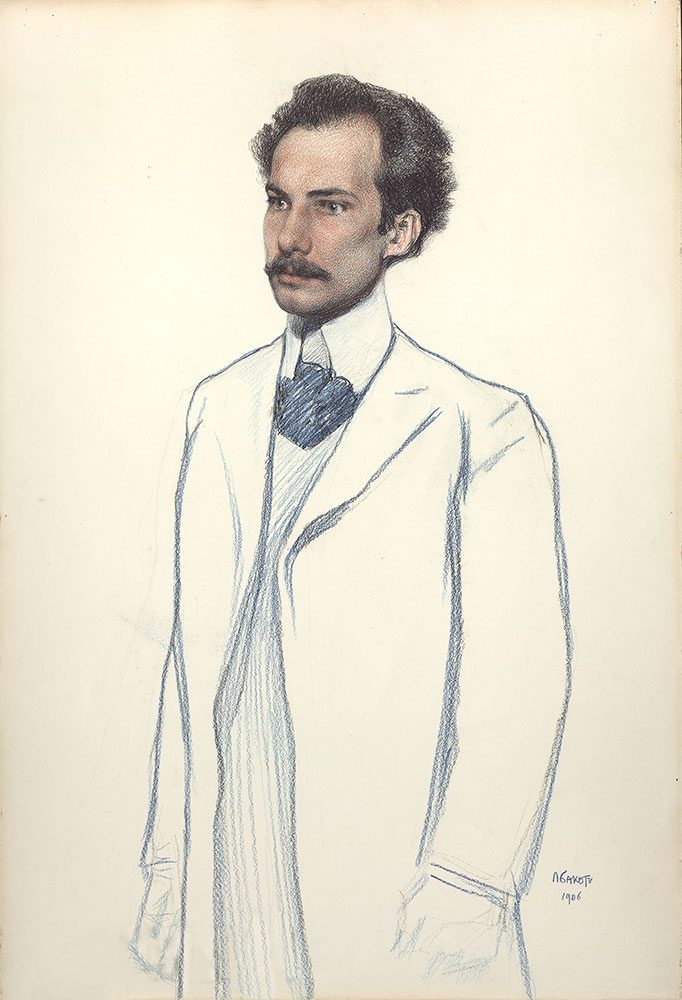
アンドレイ・ベールイ
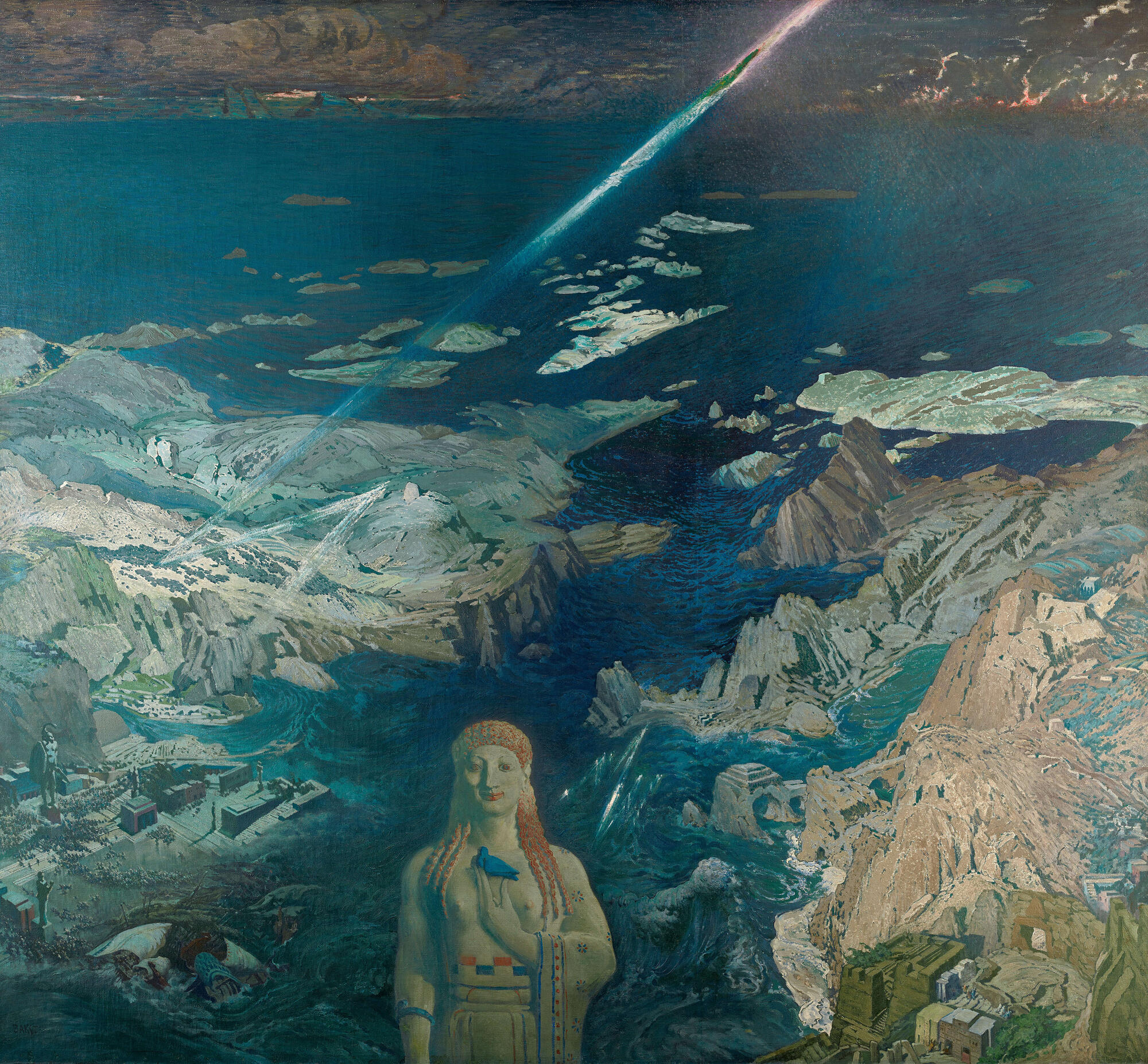
ゼウスの光(1908)
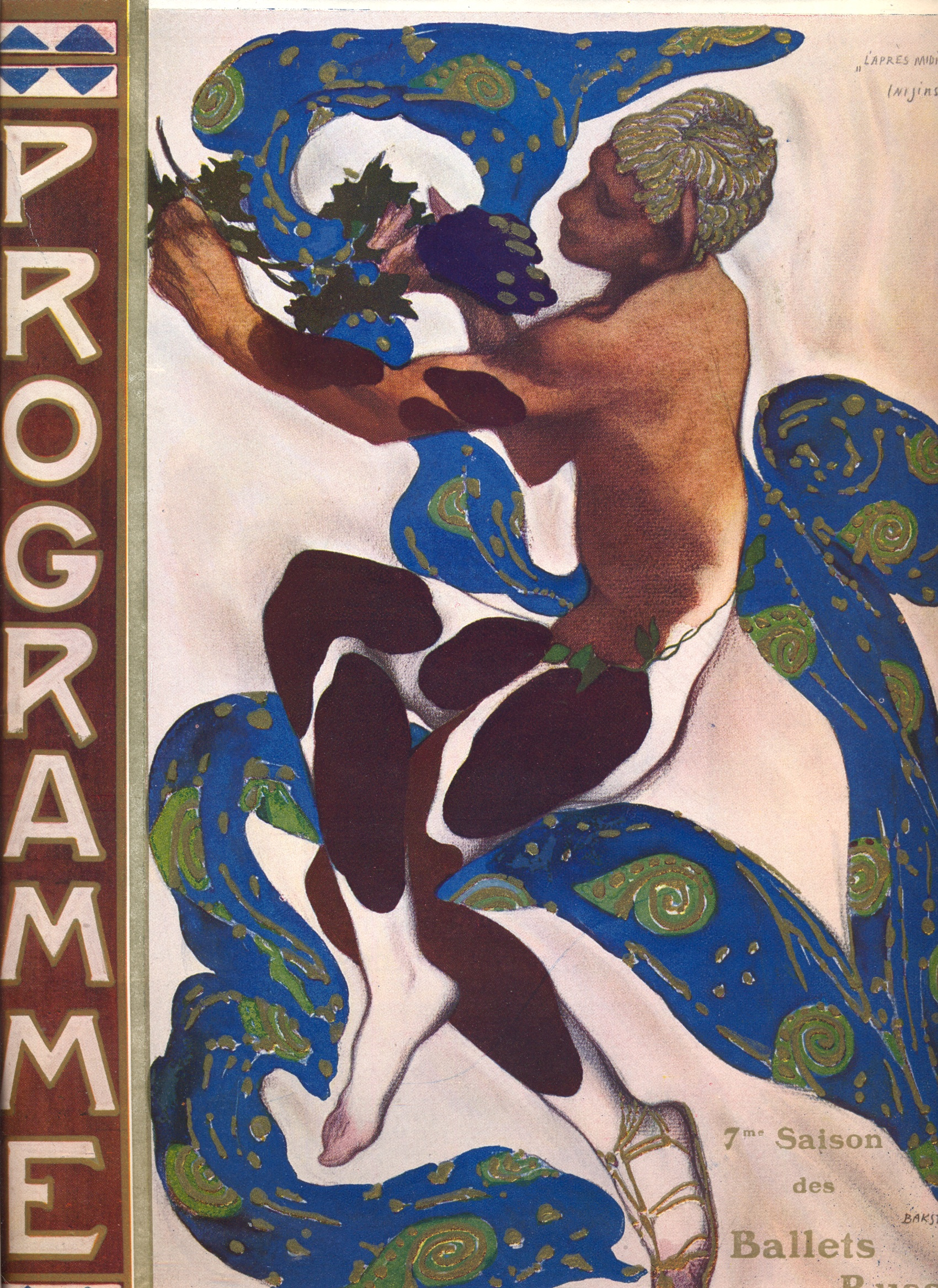
『牧神の午後』のニジンスキー (1912)
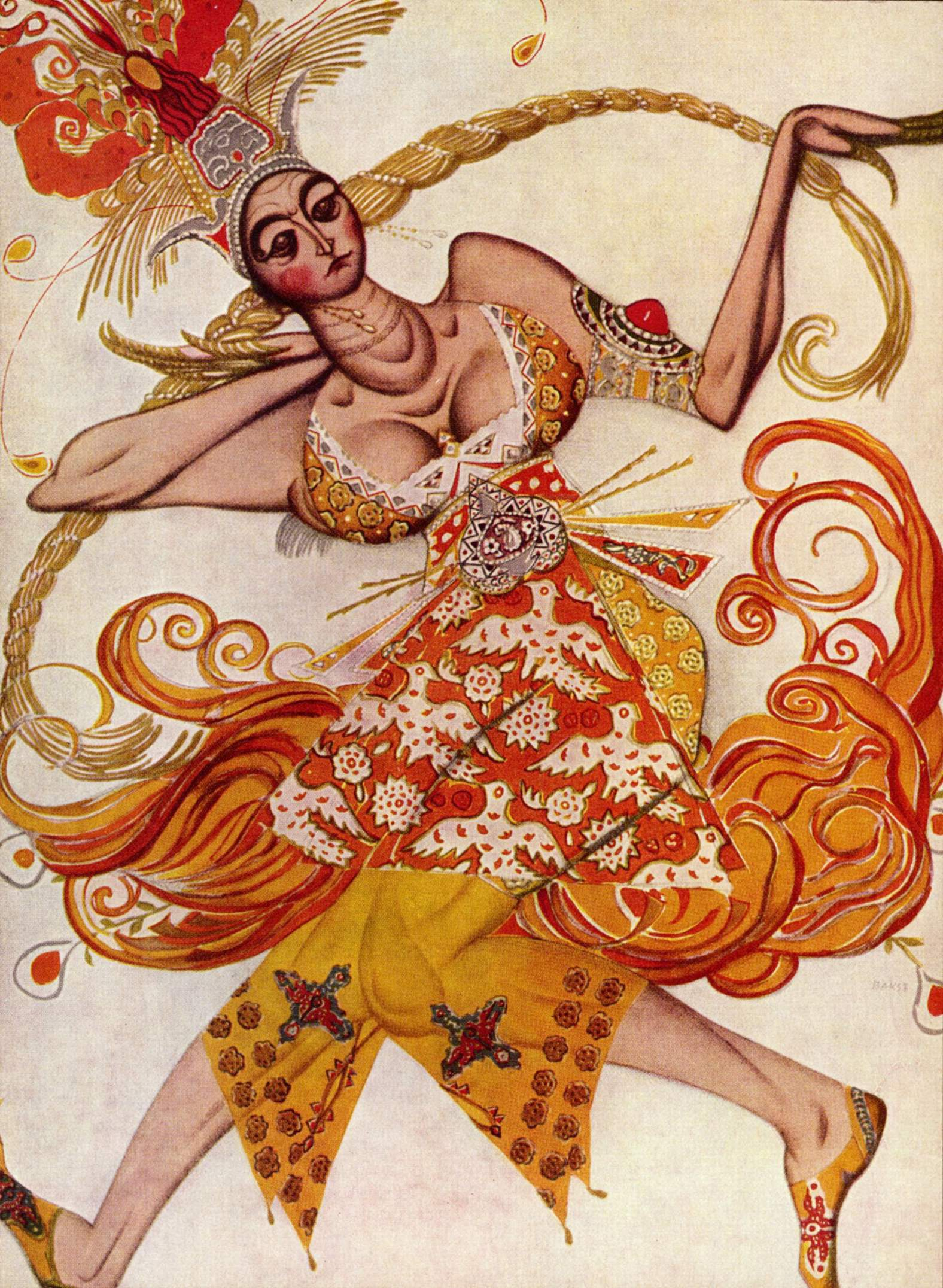
『火の鳥』 (1910)
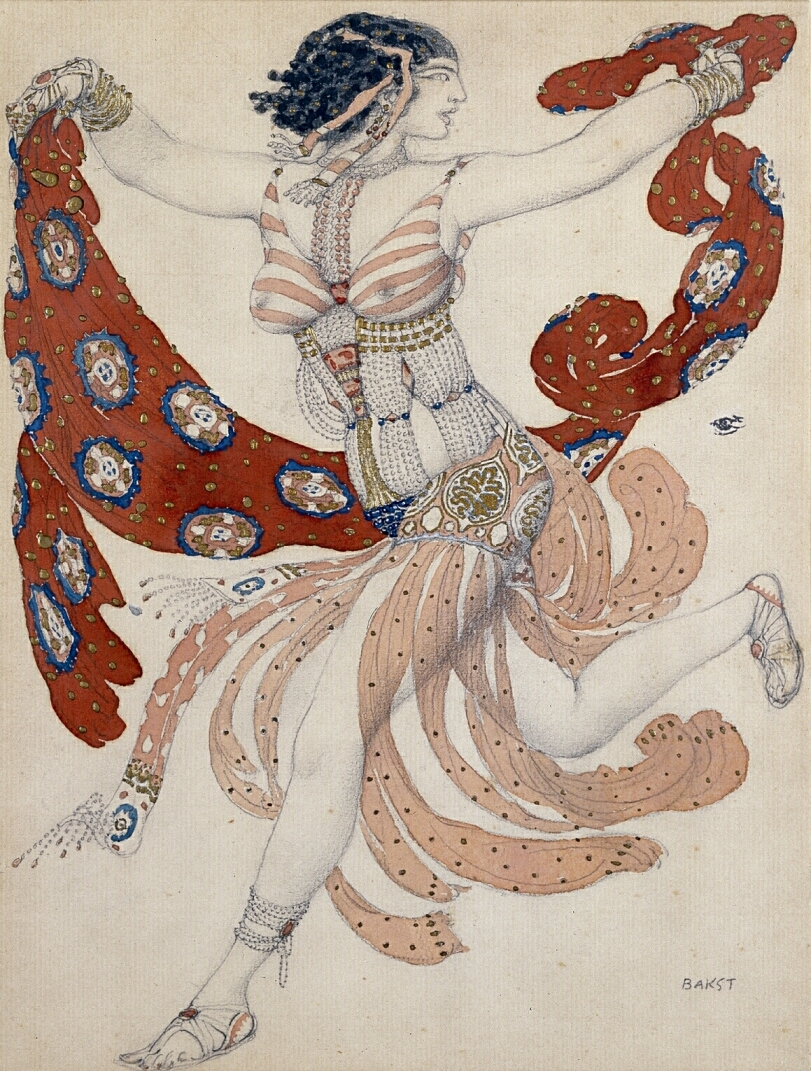
『火の鳥』 (1910)